# Кантакузина, Юлия Фёдоровна
Княгиня Юлия Фёдоровна Кантакузина (урождённая Грант; 6 июня 1876, Белый дом — 4 октября 1975, Вашингтон) — американский литератор, мемуарист. Внучка президента США Улисса Гранта.

## Биография
Дочь Фредерика Гранта (1850—1912) от брака его с Идой Оноре (1854—1930), дочерью состоятельного чикагского капиталиста. Окончила школу в Вене, где в 1888—1892 годах её отец состоял послом США при Австро-Венгерском дворе. Во время своего европейского путешествия в 1898 году в Риме познакомилась с князем Михаилом Кантакузиным и 25 сентября 1899 года в Ньюпорте (штат Род Айленд, США) вышла за него замуж.
Друзья Юлии Грант восприняли их брак неоднозначно и называли её авантюристкой. Сама же она признавалась, что была так бедна, что ни один иностранец не хотел на ней жениться, все её подруги, которые вышли замуж за англичан, французов или итальянцев, имели приданое. Князь Кантакузин был очень красноречив, к тому же равнодушен к наличию приданого, таким образом, вопреки собственным намерениям она оказалась с ним помолвленной.
По словам родственницы:

Мисс Джулию Грант <…> трудно было назвать настоящей красавицей — слишком смуглая кожа, темные кудрявые волосы, черные глаза — однако у неё была удивительно тонкая талия. Она была слишком американка, очень непохожая на девушек из старой доброй Европы, и я порой не понимала её. Но Майк был очарован и счастлив, и я без раздумий благословила их, предоставив самим себе.— 
После свадьбы уехала с мужем в Россию, где прожила почти двадцать лет. В петербургском обществе занимала выгодное положение, была в курсе всех столичных и придворных новостей, часто бывала на придворных балах в Зимним дворце, и на малых балах в Аничковом дворце. Лето обычно проводила в родовом имении мужа в Буромке или на вилле в Крыму.
В начале 1918 года после революции вместе с мужем покинула Россию и оказалась в США. Печатала свои воспоминания о России в газете «Ивнинг пост». В 1919 году её статьи были объединены в книгу «Революционные дни», которая стала бестселлером и в течение одного 1919 года выдержала три издания. В 1922 году вышли её мемуары «Моя жизнь здесь и там».
После развода с мужем в 1934 году переехала в Вашингтон, где сотрудничала с газетой «Сатердей ивнинг пост». Была весьма заметной фигурой столичного высшего общества. Много помогала российским эмигрантам. Её дом был неофициальной штаб-квартирой российских эмигрантов первой послереволюционной волны. Скончалась в октябре 1975 года, на 100-м году жизни. В браке имела троих детей:
- Михаил (1900—1972), крупный предприниматель.
- Варвара (1904—1988), в замужестве Смит, затем — Сиберн
- Зинаида (1908—1980), вышла замуж за сэра Джона Колдбрука Хэнбери-Уильямса, сын генерал-майора сэра Джона Хэнбери-Уильямса.